# Ingapirca
Koordinaten: 2° 32′ 54,9″ S, 78° 52′ 18,9″ W

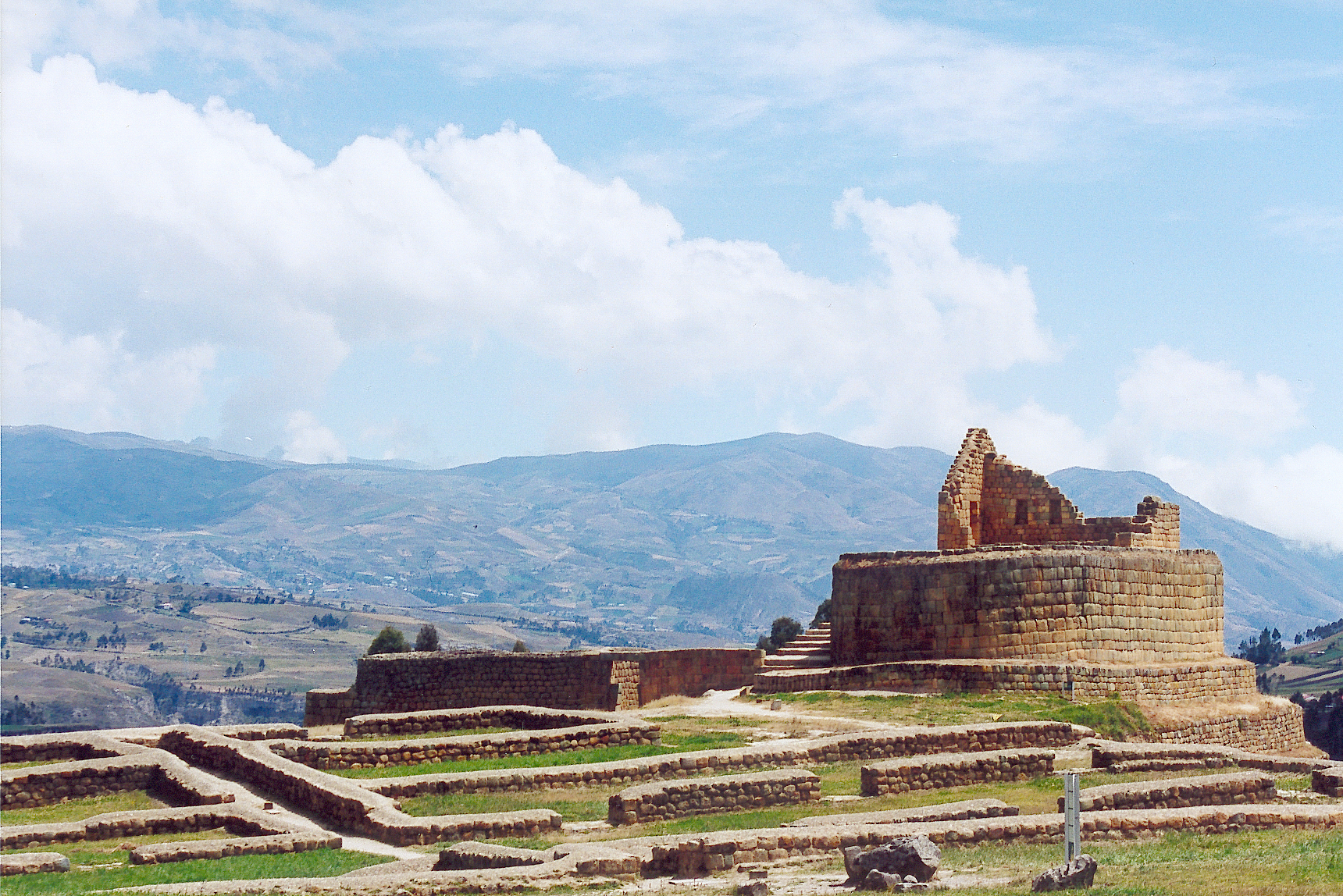
Inka-Ruinen in Ingapirca

Ingapirca (Inkapirka, Kichwa: „Inkamauer“), auch Hatun Kañar (Hatun Cañar, „Groß-Cañar“), ist die bedeutendste Inka-Fundstätte Ecuadors. Sie befindet sich etwa 50 km nördlich der Stadt Azogues im Kirchspiel Ingapirca des Kantons Cañar in der Provinz Cañar.
Der genaue Zweck der Anlage, die von den spanischen Chronisten der Conquista als „Burg“ (castillo) bezeichnet wurde, ist noch immer nicht entschlüsselt. Inzwischen ist jedoch deutlich geworden, dass es sich nicht nur um eine Festung, sondern auch um eine Kultstätte der Kañari handelte, die später auch von den Inka genutzt und ausgebaut wurde. Die Bauweise des fugenlosen Zusammenfügens großer behauener Steinblöcke ähnelt den in Cuzco erhaltenen Inkaruinen. Nach gängiger Deutung umfasst der Komplex unter anderem einen Sonnentempel, ein Observatorium zur Beobachtung von Sonne und Mond, Lagerräume, rituelle Bäder, Grabstätten, Straßen und Plätze.

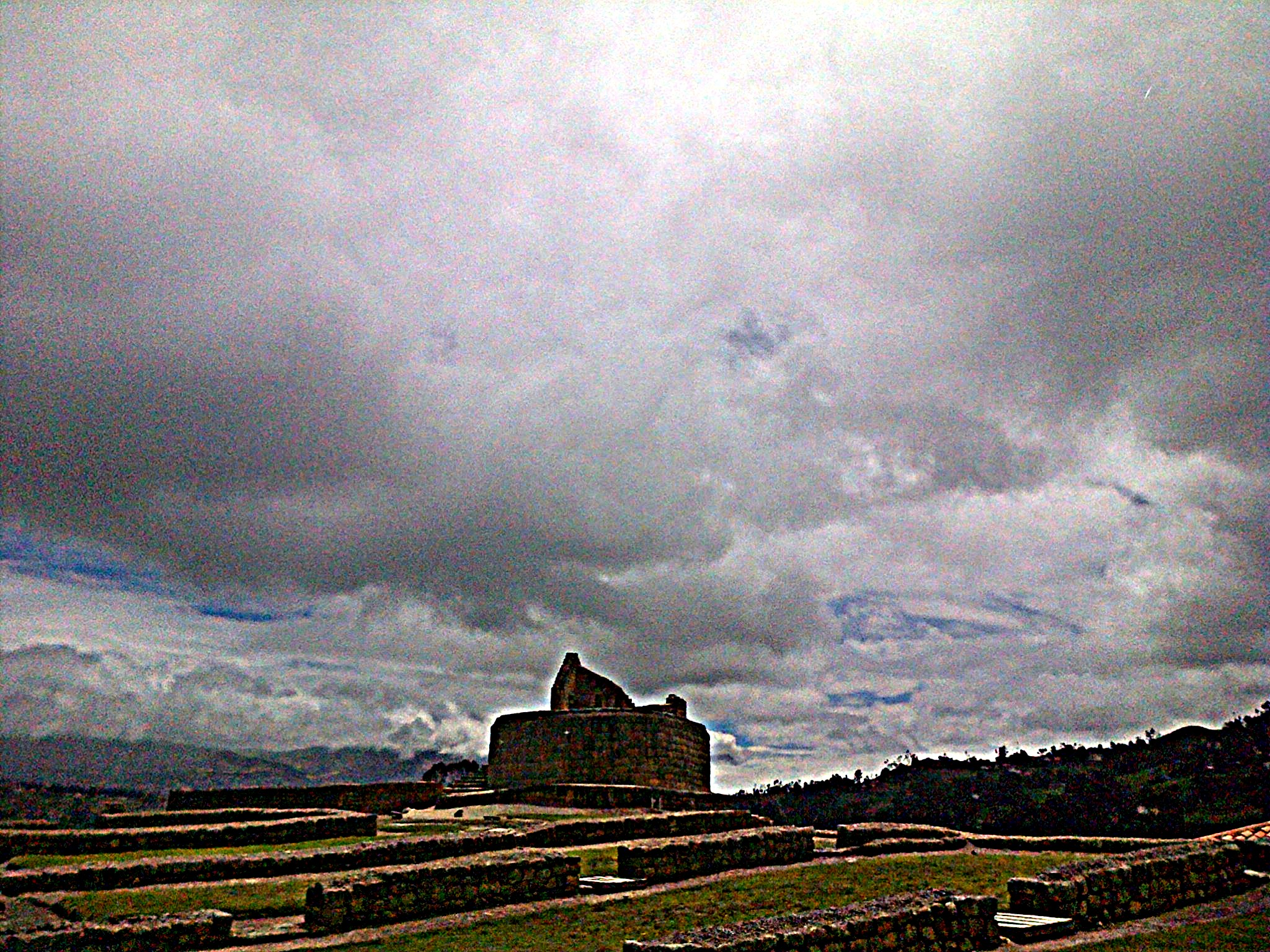
Ruinen von Ingapirca
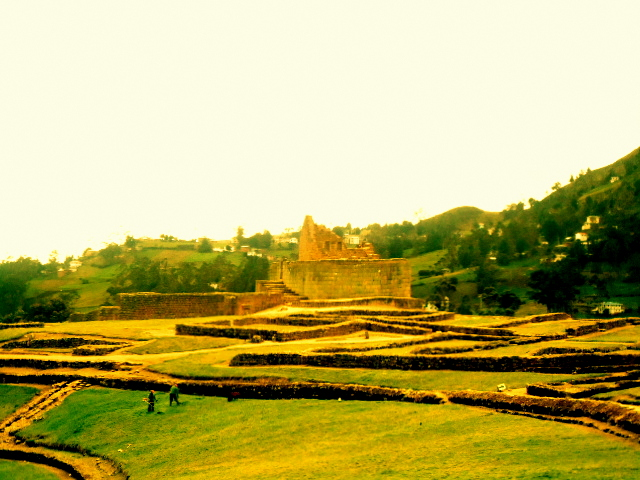
Seitenansicht der Ruinen
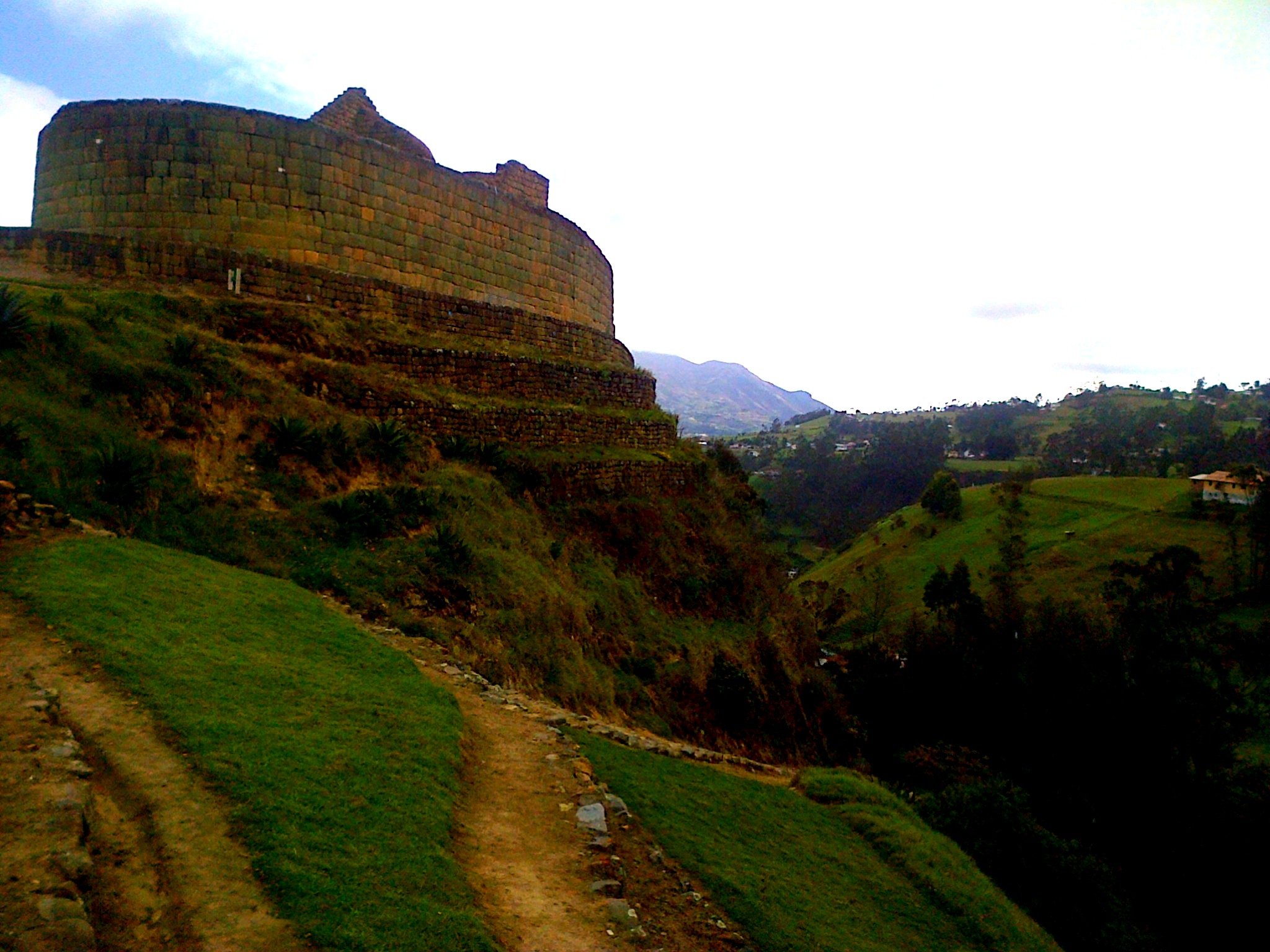
Cliff entlang in den Ruin
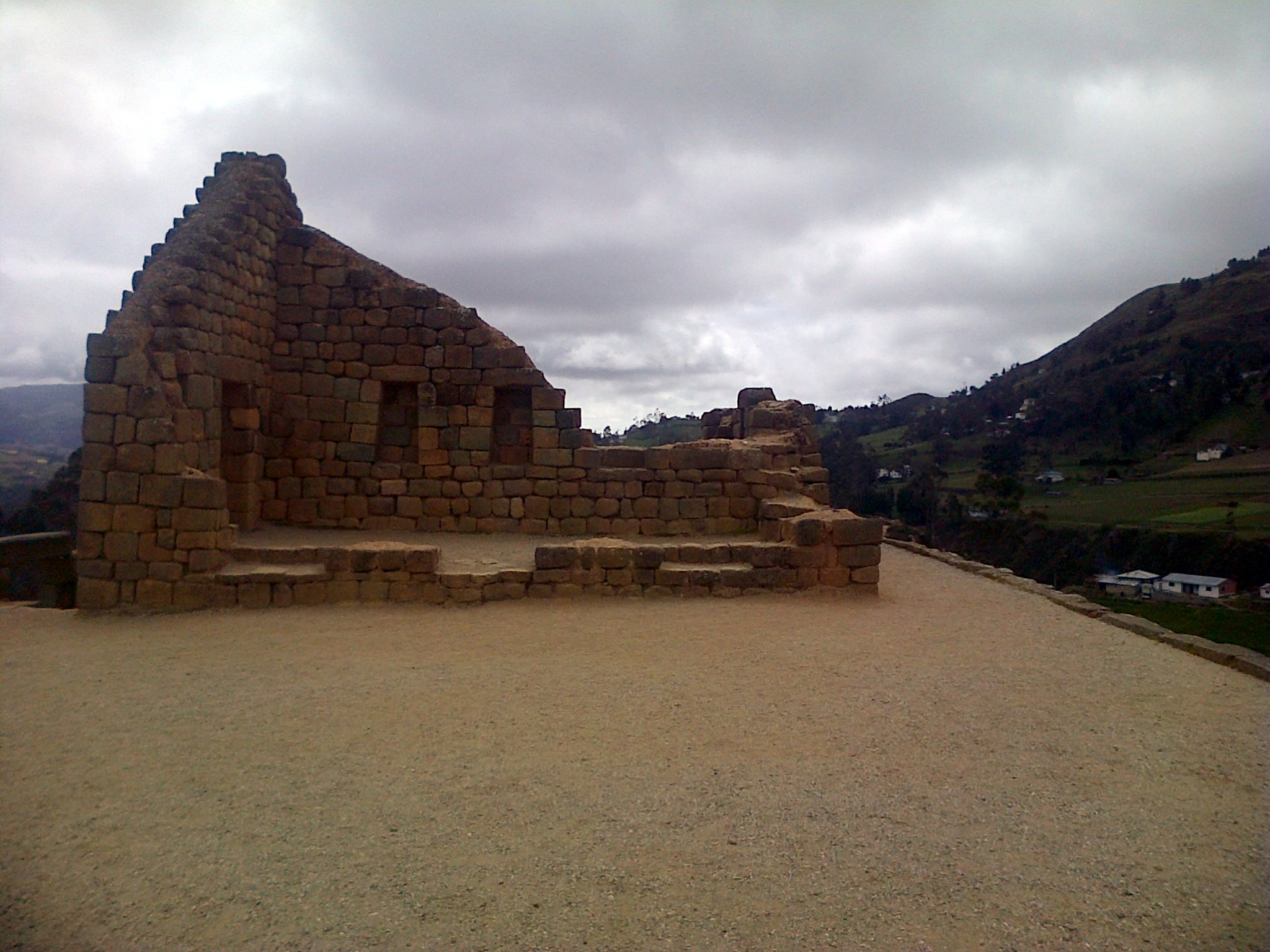
Ingapirca Palace